# Pavetta tetramera
Pavetta tetramera är en måreväxtart som först beskrevs av William Philip Hiern, och fick sitt nu gällande namn av Cornelis Eliza Bertus Bremekamp. Pavetta tetramera ingår i släktet Pavetta och familjen måreväxter. Inga underarter finns listade i Catalogue of Life.